# Parque Nacional do Juruena
O Parque Nacional do Juruena (PARNA do Juruena) é uma  unidade de conservação brasileira  de proteção integral à natureza localizada nos estados de Mato Grosso e do Amazonas, com território distribuído pelos municípios de Apiacás, Apuí, Colniza, Cotriguaçu, Maués e Nova Bandeirantes. O parque foi criado com o objetivo de "proteger a diversidade biológica da região do baixo Juruena - Teles Pires e alto Tapajós, suas paisagens naturais e valores abióticos associados."

## Localização
O parque cobre 1 958 203,56 hectares (19 582,0 km2), principalmente no bioma Amazônia. É o terceiro maior do Brasil. Abrange partes dos municípios de Apuí e Maués no Amazonas, e Cotriguaçu, Nova Bandeirantes e Apiacás no Mato Grosso. É adjacente ao Parque Estadual Sucunduri, no município de Apuí. O Parque Estadual dos Igarapés do Juruena, a oeste, sobrepõe-se em quase 53% ao Parque Nacional do Juruena.
Cerca de 49% do parque são planícies planas, 18% suavemente onduladas, 21% onduladas e 10% fortemente onduladas. 1% é montanhoso. As altitudes variam de 39 a 457 metros (130 a 1 500 pé) acima do nível do mar. O parque possui 39 sub-bacias hidrográficas. A maior é a do Rio São Tomé, que ocupa 23% da área e tem todas as suas nascentes no parque. A bacia do Rio Sucunduri, ao norte do parque, cobre 10% da área total. Os rios são classificados como águas claras. São verdes ou verde-oliva na estação seca e lamacentos na estação chuvosa. A navegabilidade é ruim para embarcações de qualquer porte devido a afloramentos rochosos, pequenas ou grandes corredeiras e cachoeiras.

## História
O Parque Nacional do Juruena foi criado por decreto em 5 de junho de 2006 e é administrado pelo Instituto Federal Chico Mendes de Conservação da Biodiversidade. É um dos parques criados no âmbito do Programa Áreas Protegidas da Amazônia (ARPA), lançado em 2002.
Em 2014, o governo federal estudava uma proposta para declarar o Parque Nacional do Juruena como área de utilidade pública em preparação para a construção de duas hidrelétricas no local, a São Simão Alto e Salto Augusto Baixo. As barragens planejadas tinham capacidade prevista de 4.940 MW. O Conselho Nacional de Política Energética (CNPE) tinha dois assentos para membros da sociedade civil, os quais não foram preenchidos. O WWF-Brasil liderou uma campanha contra o projeto, que inundaria uma área de mais de 40 mil hectares. Em setembro de 2014, o governo federal retirou a proposta. As barragens teriam inundado partes do Parque Nacional do Juruena, do Parque Estadual dos Igarapés do Juruena e de terras indígenas no Mato Grosso, além de afetar parcialmente o Parque Estadual do Sucunduri, no Amazonas, e outras terras indígenas.

## Conservação
O parque é classificado como área protegida da União Internacional para a Conservação da Natureza (IUCN) de categoria II (parque nacional). O objetivo básico é preservar ecossistemas naturais de grande relevância ecológica e beleza cênica, como as cachoeiras do Rio Juruena em Salto Augusto e San Simon, e apoiar a pesquisa científica, a educação e interpretação ambiental, a recreação em contato com a natureza e o turismo ecológico. O parque visa proteger a diversidade biológica e as paisagens naturais do baixo Juruena – Teles Pires e Alto Tapajós. Garante um ecossistema saudável na crucial região do Sul da Amazônia, entre os rios Tapajós e Madeira. O parque protege muitas espécies ameaçadas de extinção, incluindo a onça-pintada, a ariranha e o gavião-real.
O parque faz parte de um corredor ecológico, que inclui o Parque Indígena do Xingu no Mato Grosso e Pará, o Mosaico Terra do Meio no Pará, o Parque Nacional do Juruena no Amazonas e Mato Grosso, o Mosaico Apuí no Amazonas e depois o Parque Nacional dos Campos Amazônicos, no Amazonas e Roraima. O corredor destina-se a conter a expansão agrícola na região central da Amazônia e o desmatamento. A unidade de conservação é apoiada pelo Programa Áreas Protegidas da Região Amazônica.

## Ambiente
A precipitação média anual é 1.000 milímetros. As temperaturas variam de 17 a 34 ºC, com uma média de 27 ºC.
A região é uma zona de transição entre o bioma Amazônia e as formações xeromórficas do bioma Cerrado. O parque possui 22 771 hectares (56 000 acre(s)s) de água e 1 934 229 hectares (4 800 000 acre(s)s) de diferentes tipos de vegetação. 53,4% são florestas tropicais densas ou abertas e 36,35% consistem em áreas de contato ou enclaves de floresta tropical com outras formações, como savanas arborizadas ou parques. O restante das terras contém floresta semidecídua ou vegetação perturbada. Embora haja controvérsia quanto à classificação, as áreas não florestais se assemelham às formações denominadas Campinarana.
Foram identificadas 412 espécies de aves, das quais 40 são endêmicas do sul da Amazônia e pelo menos 26 estão restritas ao Madeira – Tapajós. As espécies endêmicas incluem papagaio-de-cabeça-laranja (Pyrilia aurantiocephala), mãe-de-taoca-de-cara-branca (Rhegmatorhina gymnops), cambaxirra-cinzenta (Odontorchilus cinereus), uirapuru-de-chapéu-branco (Lepidothrix nattereri), jacamim-das-costas-verdes (Psophia viridis) e tiriba-de-barriga-vermelha (Pyrrhura perlata). As aves migratórias incluem o martin-roxo (Progne subis), hirundo rustica (Hirundo rustica), tesourinha-do-campo (Tyrannus savana) e suiriri-tropical (Tyrannus melancholicus).
O callicebus cinerascens é endêmico. Os peixes migratórios incluem Brachyplatystoma filamentosum, Hydrolycus armatus, Leiarius marmoratus, espécies de Pseudoplatystoma, Prochilodus nigricans, Pseudoplatystoma fasciatum e Tympanopleura atronasus.